# تروکنر استگ
تروکنر استگ (به لاتین: Trockener Steg) یک کوه در سوئیس است که در کانتون وله واقع شده‌است. تروکنر استگ ۲٬۹۳۹ متر بالاتر از سطح دریا واقع شده‌است.